# Inspirar Health Tech
Инспирар Хелс Тек или Проджето Инспирар (Inspirar Health Tech или Projeto Inspirar) — бразильская компания-производитель аппаратов ИВЛ, основанная в 2020 году в городе Белу-Оризонти штат Минас-Жерайс. Inspirar Health Tech является дочерним предприятием компании TACOM.

## История
Компания была создана с учетом необходимости внести свой вклад и минимизировать ожидаемый коллапс системы здравоохранения, вызванный нехваткой аппаратов искусственного дыхания во время пандемии COVID-19 в Бразилии. Усилиями большой команды инженеров, врачей, физиотерапевтов и при поддержке нескольких компаний, организаций и волонтеров проект был разработан в очень короткие сроки.
Projeto Inspirar включает в себя производство и поставку более 4000 единиц оборудования, 1600 единиц оборудования произведенных и переданных в дар, сотни оборудованных больниц и тысячи спасенных жизней.

## Продукт
VI-C19 — аппарат искусственной вентиляции легких, разработанный в рекордно короткие сроки (45 дней) для использования в полевых госпиталях или больничных условиях.
Аппарат ИВЛ VI-C19 имеет три режима инвазивной вентиляции: PCV (вентиляция с контролем по давлению), VCV (вентиляция с контролем по объему) и PSV (вентиляция с поддержкой давлением), а также пять режимов неинвазивной вентиляции: CPAP, PSV, BILEVEL, SIMV, APRV.
USEAR
Это позволяет аппаратам ИВЛ работать с воздухом низкого давления, а уникальная вакуумная вытяжная система изолирует окружающий воздух от выдыхаемого пациентом воздуха, тем самым снижая риск заражения других пациентов и медицинских работников.
VI-C19 также может работать с существующими воздушными сетями высокого давления в больнице, что упрощает развертывание в местах, где эти сети уже установлены.
Имеет три уровня контроля и мониторинга;
— Индивидуальное управление аппаратом ИВЛ, где он был установлен, для мониторинга пациента на месте.
— Центр управления и мониторинга (CCM) представляет собой инфраструктуру, позволяющую удаленно контролировать все оборудование с помощью 55-дюймовых мониторов, а также отображать клинические сигналы тревоги и оповещения для каждого работающего аппарата ИВЛ VI-C19. Эта инфраструктура позволяет медицинским работникам централизованно контролировать параметры различных работающих аппаратов ИВЛ, обеспечивая более быстрое и эффективное лечение пациентов.
— Центр управления технологиями (CCT) представляет собой централизованную инфраструктуру, которая позволяет контролировать вентиляторы, используемые в различных блоках. Каждый вентилятор VI-C19 оснащен мобильным чипом для передачи данных, что позволяет центру мониторинга Inspirar контролировать работу всего полевого оборудования.

## Технические характеристики VI-C19
- Режимы работы: инвазивный и неинвазивный

- Инвазивные: PCV, VCV, PSV

- Неинвазивные: CPAP, PSV, BILEVEL, SIMV, APRV

- С регулируемым давлением и регулируемым объемом

- Давление поддержки: диапазон 5-30 cmH2O

- ПДКВ: диапазон 0-40 cmH2O (1 шаг)

- Пиковое давление: 55 cmH2О

- Соотношение вдох: выдох: 1:2 (регулируется в диапазоне от 1:1 до 1:10)

- Графический дисплей

- Частота дыхания: 04-50

- Дыхательная пауза

## Сертификация
VI-C19 был на 100 % одобрен стандартами ANVISA для оборудования класса III.

## ТАСОМ — материнская компания
Бразильская компания, основанная в 1981 году, специализируется на разработке и производстве высокотехнологичных интегрированных аппаратно-программных и программно-аппаратных комплексов, основанных на использовании смарт-карт. Ее основным продуктом является CITbus, предназначенный для контроля доступа и эксплуатации транспортных средств.